# Route nationale 5 (Vietnam)
Pour les articles homonymes, voir Route nationale 5.
La route nationale 5 (vietnamien : Quốc lộ 5, sigle QL.5) est une route nationale au Viêt Nam.
Elle fait partie de la Route asiatique 14.

## Parcours
Longue de 132 km, la route nationale 5, part de l'echangueur Kim Chung et se termine au port de Chua Ve à Hải Phòng. 
La route nationale 5 traverse les districts de Đông Anh, Long Biên et Gia Lâm (Hanoi), Văn Lâm, Yên Mỹ, Mỹ Hào (Hưng Yên), Bình Giang, Cẩm Giàng, Hải Dương et Kim Thành (Hải Dương), An Dương, Hồng Bàng et Hải An (Hải Phòng).